# Вольферн
Вольферн (нем. Wolfern) — ярмарочная коммуна (нем. Marktgemeinde) в Австрии, в федеральной земле Верхняя Австрия. 
Входит в состав округа Штайр.  Население составляет 2897 человек (на 1 января 2006 года). Занимает площадь 32 км². Официальный код  —  41521.

## Политическая ситуация
Бургомистр коммуны — Франц Шильхубер (АНП) по результатам выборов 2003 года.
Совет представителей коммуны (нем. Gemeinderat) состоит из 25 мест.
- АНП занимает 14 мест.
- СДПА занимает 10 мест.
- АПС занимает 1 место.